# آب‌انبار میرزا مهدی
آب‌انبار میرزا مهدی ساری واقع در خیابان ۱۸ دی ساری به شماره ۱۰۰۵ در تاریخ ۱۳۵۳/۸/۱ ثبت شده‌است.آب انبار میرزا مهدی در یکی از محلات کهن ساری ساخته شده بود که اینک وجود ندارد. نام این محله «ملا آق بابا» بود. «محلهٔ ملاآقا بابا، از طرف شمال به محلهٔ همت‌آباد، از طرف جنوب به محله نوآمبار، از طرف مشرق به کهنه باغ‌شاه و از طرف مغرب به محله شاه غازی بن منتهی می‌شد.» ملاآقا بابا، فرد روحانی از تلارم دودانگه بود و تمکن مالی خوبی داشت؛ به همین دلیل موقوفات زیادی در شهر ساری ایجاد کرد؛ یکی از آن‌ها تکیه‌ای بود که در زمان پهلوی اول هنگام احداث خیابان ۱۸ دی تخریب شد و دیگر اثری از محله و تکیه باقی نماند.آب انبار میرزامهدی یکی از آثار برجای مانده از این محله تاریخی است.
قدمت این آب انبار بر اساس اطلاعات موجود در پرونده ثبتی، مربوط به دورهٔ افشاریه - زندیه است. این آب‌انبار دارای عناصر مخزن گنبدی شکل، ورودی، راه‌پله، پاشیر و خیشخان است. مخزن آن با پلان مدور و سقف گنبدی آجری است که بالای آن خیشخانی با گنبد مخروطی شکل با ۶ روزن عمل تهویه درون مخزن را انجام می‌داد.ارتفاع تقریبی گنبد از قسمت بیرونی بنا ۵/۸ متر و قطر گنبد تقریباً ۱۲ متر است. همانند دیگر آب‌انبارها، ورود به مخزن آب‌انبار میرزا مهدی نیز از طریق یک ورودی مجزا صورت می‌گرفت که متأسفانه این ورودی تخریب شده‌است. در پرونده ثبتی این اثر به این موضوع اشاره شده‌است: «در ورودی و سردر آن در حد شرقی بوده که چندی قبل توسط مستأجر خراب شده».ورودی اصلی به فضای راه‌پله که در حال حاضر رو به خیابان ۱۸ دی و در ضلع جنوبی مخزن ساخته شده‌است، دارای یک تاق جناغی و آجرکاری خفته راسته در نما است. راه ورود به پاشیر این آب‌انبار از طریق ورودی و راه‌پله‌ای با دو پاگرد می‌باشد. پوشش تاق‌دار فضای داخلی را در قسمت بیرون بنا با استفاده از شیوه کنوسازی به سطحی تخت و شیبدار تبدیل کرده‌اند. بر خلاف آب‌انبارهای دیگر که فضای راه‌پله و پاشیر جنب گنبد و مخزن قرار گرفته، فضای راه‌پله و پاشیر این اثر، روبه‌روی مخزن تعبیه شده‌است. فضای پاشیر آن نیز دارای پلان مربع شکل و با سقف بلندی است که نورگیری بالای آن برای روشنایی و تهویه وجود دارد. به علت تخریب ورودی مخزن در دهه‌های گذشته دیوار رو به مخزن را در فضای پاشیر تخریب کرده‌اند تا یک راه ورود به فضای مخزن ایجاد نمایند. پوشش نورگیر نیز در حال حاضر تخریب و یک سازه بتنی حلقه‌ای جایگزین آن شده‌است. مصالح مورد استفاده در این بنا همانند آجر ۵*۲۰*۲۰، ملات آهکی و اندود ساروج در بدنه مخزن می‌باشد. عرصهٔ اطراف مخزن حدود بیست سال است در اختیار بخش خصوصی قرار دارد و تبدیل به چایخانه شده‌است.